# Svjetionik Rt Oštro – Kraljevica
Svjetionik Rt Oštro – Kraljevica je svjetionik na malom poluotoku na jugoistočnoj strani ulaza u Bakarski zaljev.
Izgrađen je 1872. godine kao dio projekta osvjetljavanja pomorskih komunikacija prema riječkoj luci i jedan od najstarijih svjetionika koje je Austro-Ugarska monarhija izgradila u Kvarnerskom zaljevu. Svjetionik je tipska prizemnica s pravilno obrađenim kamenim kvadrima. Standardni rektangularni otvori imaju kamene okvire. Potkrovni je vijenac četvrtasto profiliran. Iznad četverostrešnog krovišta izdiže se okrugli kameni toranj zidan pravilno uslojenim manjim, duguljastim klesancima. Toranj ima plitke kordonske vijence i jače istaknuti zaobljeni vijenac podno šetnice s metalnom ogradom. Na vrhu tornja sačuvan je stariji tip svjetlarnika s metalnom lukovicom.

## Zaštita
Pod oznakom Z-347 zavedena je kao nepokretno kulturno dobro – pojedinačno, pravna statusa zaštićena kulturnog dobra, klasificirano kao "profana graditeljska baština".